# Los Tommyknockers (miniserie)
Los Tommyknockers (título original:The Tommyknockers) es una miniserie de horror de 1993 dirigida por John Power y protagonizada por Jimmy Smits y Marg Helgenberger. La miniserie está basada en una novela de Stephen King del mismo nombre.

## Argumento
En el pequeño pueblo de Haven la escritora Roberta Anderson descubre un extraño dispositivo de energía verde en el bosque detrás de su casa. Ella decide dejarlo al descubierto y de pronto el pueblo se convierte en un semillero de inventos y habilidades, incluido telepatía, gracias a ese dispositivo, que los influye. 
Todos están fascinados por ese dispositivo y se dejan llevar por él. Solo un poeta alcohólico que es también novio de la escritora, sospecha que es siniestro, ya que los habitantes muestran a causa de ese dispositivo rasgos de adicción que él reconoce a causa de su propio estado de alcoholismo, del cual él quiere liberarse. Está por ello decidido a resistirse a esa influencia y destapar el secreto de ese dispositivo.

## Reparto
| Actor             | Papel            |
| ----------------- | ---------------- |
| Jimmy Smits       | Jim Gardner      |
| Marg Helgenberger | Roberta Anderson |
| John Ashton       | Butch Duggan     |
| Allyce Beasley    | Becka Paulson    |
| Robert Carradine  | Bryant Brown     |
| Joanna Cassidy    | Ruth Merrill     |
| Annie Corley      | Marie Brown      |
| Cliff DeYoung     | Joe Paulson      |

## Producción
Tras el éxito de It (1990) en televisión se quiso repetir el éxito de esa miniserie con esta adaptación televisiva de su novela de ciencia ficción de 1987.

## Recepción
La miniserie obtuvo altos índices de audiencia para ABC, con lo que la cadena accedió a dar luz verde a otra adaptación de otra novela de Stephen King, que se estrenó en 1994, llamada Apocalipsis.
En el presente, la miniserie ha sido valorada en portales cinematográficos. En IMDb por ejemplo, con aproximadamente 13 000 votos registrados la miniserie obtiene una media ponderada de 5,4 sobre 10.